# Doraemon y la fábrica de juguetes
Doraemon y la fábrica de juguetes (ドラえもん のび太のねじ巻き都市 （シティー） 冒険記 Doraemon Nobita no neji-maki toshi (shitī) bōkenki?, lit. Doraemon. La crónica de la aventura de Nobita en la ciudad de cuerda) es un largometraje de Doraemon que se estrenó el 8 de marzo de 1997.

## Elenco de Personajes
- Doraemon- Nobuyo Ōyama (大山のぶ代) / Estívaliz Lizárraga (en España)
- Nobita Nobi- Noriko Ohara (小原乃梨子) / Nuria Martín Picó (en España)
- Shizuka Minamoto- Michiko Nomura (野村道子) / Fátima Casado (en España)
- Suneo Honekawa- Kaneta Kimotsuki (肝付兼太) / Antón Palomar (en España)
- Takeshi Goda ("Gigante" en España)- Kazuya Tatekabe (たてかべ和也) / Alberto Escobal (en España)